# Lorchhausen
Lorchhausen, auch Lorchhausen im Rheingau, ist ein Stadtteil der Stadt Lorch und Grenzort zwischen Hessen und Rheinland-Pfalz. Für die ehemals selbständige Gemeinde Lorchhausen besteht ein eigener Ortsbezirk mit Ortsbeirat.   Die Ortschaft ist die westlichste und mit 75 Meter über NN am Rheinufer die am tiefsten gelegene von ganz Hessen.

## Geographie

### Lage
Lorchhausen liegt am rechten Ufer des Rheins bei Stromkilometer 542 an der Mündung des 3,2 Kilometer langen Retzbachs und gilt als Tor zum Rheingau. Die Häuser der Ortschaft drängen sich am Fuß der steil aufragenden Felsabhänge des Rheinischen Schiefergebirges entlang des Rheinufers und im unteren Retzbachtal, das bis in die Nähe der höchsten Erhebung der Lorchhausener Gemarkung reicht, der 422 Meter hohen Silbergrube. Außer dem Retzbachtal hat die Gemarkung noch Anteil an dem Niedertal, das für Jahrhunderte die Grenze zwischen dem Rheingau und der Kurpfalz war. Nach dem Zweiten Weltkrieg war hier die Zonengrenze zwischen der Amerikanischen Besatzungszone, zu der Lorchhausen gehörte, und der Französischen Besatzungszone. Zugleich wurde das Niedertal zur Landesgrenze zwischen Hessen und Rheinland-Pfalz. Im Osten fällt der Lorchhausener Wald ab bis zur Gemarkungsgrenze im Tiefenbachtal und umfasst dort die Ruine Waldeck, der Sauerburg benachbart gelegen.

### Nachbargemeinden
Die Gemarkungsgrenze von Lorchhausen liegt im Westen in der Fahrrinne des Rheins, dort zugleich als Landesgrenze nach Rheinland-Pfalz. Am gegenüberliegenden Ufer liegen Bacharach und Oberdiebach. Nachbarorte im Norden sind Kaub und Sauerthal. Im Osten und Süden schließt die Gemarkung der Kernstadt Lorch an. Die Bebauung von Lorchhausen und Lorch ist nach dem Zweiten Weltkrieg entlang des Rheinufers nach und nach zusammengewachsen.

## Geschichte
Überblick
Die älteste bekannte schriftliche Erwähnung von Lorchhausen erfolgte im Jahr 1211 unter dem Namen de Husen in einem Güterverzeichnis des Klosters Eberbach. Der Ort bildete als Siedlung von Lorcher Edelknappen bis 1773 mit Lorch eine Gemeinde. Mit dem Reichsdeputationshauptschluss kam Lorchhausen im Jahre 1803 an das Fürstentum Nassau-Usingen, das ab 1806 durch Napoleon I. zum Herzogtum Nassau erhoben wurde. 1866 wurde Lorchhausen, wie ganz Nassau, dem Königreich Preußen einverleibt und war Teil der Provinz Hessen-Nassau.
Nach dem Ersten Weltkrieg befand sich der Ort in einem kleinen Gebiet, dem Freistaat Flaschenhals zwischen den Besatzungszonen der Amerikaner und Franzosen. Das Gebiet bestand von 1919 bis 1923.
Seit 1946 liegt der Ort im, aus der nach dem Zweiten Weltkrieg entstandenen Amerikanische Besatzungszone hervorgegangenen, Bundesland Hessen.
Hessische Gebietsreform (1970–1977)
Im Zuge der Gebietsreform in Hessen fusionierten am 1. Oktober 1971 die bis dahin selbständige Gemeinde Lorchhausen und die Stadt Lorch auf freiwilliger Basis zur erweiterten Stadt Lorch.
Für Lorchhausen sowie für die Kernstadt wurden Ortsbezirke mit Ortsbeirat und Ortsvorsteher nach der Hessischen Gemeindeordnung gebildet.

### Bevölkerung
Einwohnerentwicklung
| Lorchhausen: Einwohnerzahlen von 1820 bis 2011 | Lorchhausen: Einwohnerzahlen von 1820 bis 2011 | Lorchhausen: Einwohnerzahlen von 1820 bis 2011 | Lorchhausen: Einwohnerzahlen von 1820 bis 2011 | Lorchhausen: Einwohnerzahlen von 1820 bis 2011 |
| --- | ---------------------------------------------- | ---------------------------------------------- | ---------------------------------------------- | ---------------------------------------------- |
| Jahr |                                                |                                                |                                                | Einwohner                                      |
| 1820 | 1820                                           |                                                | 426                                            | 426                                            |
| 1834 | 1834                                           |                                                | 443                                            | 443                                            |
| 1840 | 1840                                           |                                                | 478                                            | 478                                            |
| 1846 | 1846                                           |                                                | 509                                            | 509                                            |
| 1852 | 1852                                           |                                                | 555                                            | 555                                            |
| 1858 | 1858                                           |                                                | 532                                            | 532                                            |
| 1864 | 1864                                           |                                                | 585                                            | 585                                            |
| 1871 | 1871                                           |                                                | 563                                            | 563                                            |
| 1875 | 1875                                           |                                                | 590                                            | 590                                            |
| 1885 | 1885                                           |                                                | 670                                            | 670                                            |
| 1895 | 1895                                           |                                                | 718                                            | 718                                            |
| 1905 | 1905                                           |                                                | 732                                            | 732                                            |
| 1910 | 1910                                           |                                                | 706                                            | 706                                            |
| 1925 | 1925                                           |                                                | 685                                            | 685                                            |
| 1939 | 1939                                           |                                                | 729                                            | 729                                            |
| 1946 | 1946                                           |                                                | 849                                            | 849                                            |
| 1950 | 1950                                           |                                                | 881                                            | 881                                            |
| 1956 | 1956                                           |                                                | 820                                            | 820                                            |
| 1961 | 1961                                           |                                                | 797                                            | 797                                            |
| 1967 | 1967                                           |                                                | 813                                            | 813                                            |
| 1970 | 1970                                           |                                                | 789                                            | 789                                            |
| 1980 | 1980                                           |                                                | ?                                              | ?                                              |
| 1990 | 1990                                           |                                                | ?                                              | ?                                              |
| 2000 | 2000                                           |                                                | ?                                              | ?                                              |
| 2011 | 2011                                           |                                                | 549                                            | 549                                            |
| Datenquelle: Historisches Gemeindeverzeichnis für Hessen: Die Bevölkerung der Gemeinden 1834 bis 1967. Wiesbaden: Hessisches Statistisches Landesamt, 1968. Weitere Quellen: LAGIS; Zensus 2011 |                                                |                                                |                                                |                                                |

Religionszugehörigkeit
| • 1885: | 04 evangelische (= 0,6 %), 666 katholische (= 99,40 %) Einwohner  |
| • 1961: | 10 evangelische (= 1,25 %), 781 katholische (= 94,99 %) Einwohner |

## Wappen
|  |  |

Der Gemeinde Lorchhausen im Rheingaukreis ist am 6. Mai 1958 vom Hessischen Minister des Innern ein Wappen mit folgender Blasonierung genehmigt worden:
In Rot eine aufgeschlagene silberne Bibel, durchbohrt von einem schwarzen Schwert.
1973 wurde es durch ein gemeinsam gestaltetes Wappen des Ortes Lorchhausen und der Stadt Lorch im Zuge des freiwilligen Zusammenschlusses abgelöst und am 28. Februar 1973 vom Hessischen Minister des Innern mit folgender Blasonierung genehmigt:
Schild im Verhältnis 2:1 gespalten: Vorn in Rot zwei silberne Räder übereinander, getrennt durch einen waagerechten goldenen Balken; hinten in Silber ein rotes Schwert auf weißem Grund.
Im neuen Wappen steht das Schwert für die durchstochene St. Bonifatius-Bibel, aber auch für das Schwert des mantelteilenden St. Martin aus dem alten Lorcher Wappen. Das Mainzer Rad symbolisiert die Jahrhundertelange Zugehörigkeit zum Kurfürstentum Mainz, für das Land Hessen stehen die Farben rot und weiß.

## Sehenswürdigkeiten

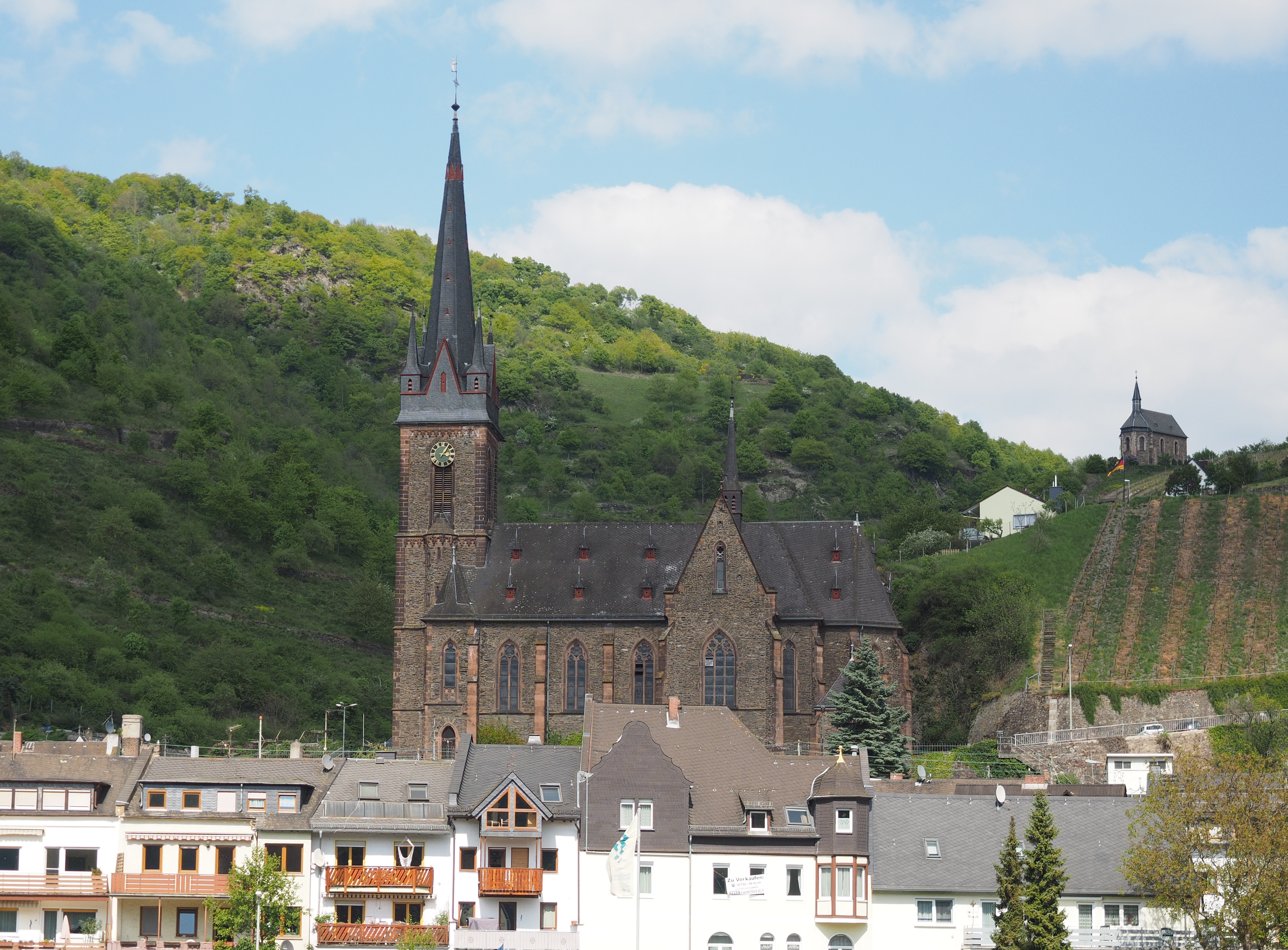
Lorchhausen Pfarrkirche St. Bonifatius und Clemenskapelle

- ehemalige Pfarrkirche St. Bonifatius (Lorchhausen) heute Filialkirche der Pfarrei Heilig Kreuz Rheingau
- Clemenskapelle
- Pfarrhaus

siehe auch in der Liste der Kulturdenkmäler in Lorch (Rhg)- Stadtteil Lorchhausen

## Wirtschaft und Infrastruktur

### Weinbau
Lorchhausen ist ein traditionsreicher Weinbauort im Anbaugebiet Rheingau mit rund 20 Hektar Rebfläche, die überwiegend mit den Rieslingreben, aber auch mit Spätburgunder bestockt ist. Hier beginnt die Rheingauer Rieslingroute, die von hier nach Osten bis Wicker durch alle Rheingauer Weinbaugemeinden führt.

### Verkehr
Die Verkehrsanbindung von Lorchhausen erfolgt straßenseitig ausschließlich durch die Bundesstraße 42, die direkt am Rheinufer verläuft.
Am 1. Mai 1906 (Beginn des Sommerfahrplanes für dieses Jahr) ging der Haltepunkt Lorchhausen an der rechten Rheinstrecke in Betrieb. Bei starkem Rheinhochwasser wie 1988 und 1993, als die Bundesstraße überflutet war, war die Eisenbahn die einzige Anbindung, die genutzt werden konnte.

## Persönlichkeiten
- Josef Massenkeil (1891–1987), Altphilologe und Landtagsabgeordneter